# 修羅がゆく
『修羅がゆく』（しゅらがゆく）は、『漫画ゴラク』（日本文芸社）に掲載された川辺優原作・山口正人作画の漫画作品。
1995年から2000年にかけ、東映ビデオ配給、KnacK（現：ICHI）製作、哀川翔主演で実写映画化された。実写映像作品は他府県のヤクザを巻き込み2人の主役が戦うという設定が定番となっている。

## あらすじ
関西を拠点にして、西日本最大の勢力を誇る広域暴力団「光和会」。その最高幹部の1人を務める岸田巌率いる岸田組には、非常に有望な組員が2人いた。1人は国立大学卒業という異色の経歴を持ち、インテリで今までのヤクザには見られないやり方で組を近代化し頭角をあらわした若頭の伊能政治、そしてもう1人は持ち前の男気と度胸と決断力で自らの道を切り開いてきた若頭補佐の本郷流一であった。この2人は水と油の如く考え方が違っていたものの、お互いの長所を認め合う義兄弟の関係であった。そんな中、ある日岸田が病気で倒れ、余命いくばくもない状況に陥った。当然、岸田組の後継者問題が注目され、その知的な戦略に定評のある若頭の伊能が岸田組の後継者として本命視されていた。しかし、当の岸田本人は後継者に本郷を指名し伊能に告げる。このことに激怒した伊能は自らが岸田組組長となるべく、病の床にふせっていた岸田を殺害し、その罪を本郷に着せる。これにより本郷組は壊滅し、本郷は光和会から破門され、そして光和会から命を狙われるようになる。かくして本郷の長きに渡る壮絶な戦いの日々が幕を開けたのであった。

## 主要人物

### 本郷組
なお、この項で述べている「本郷組」とは「岸田殺害事件」後に本郷が作り上げた組織のことを指す。
本郷 流一
本郷組組長。本作の主人公。元・岸田組若頭補佐。かつては不良少年で荒れた日々を過ごしていたが、岸田の目にとまり、岸田組にスカウトされる。若いころは、九州の極道の親玉的存在である久須本のもとに預けられ、そこでヤクザとしてのイロハを叩き込まれる。本人曰く、岸田は生みの親、久須本は育ての親とのこと。伊能の策略により親殺しの濡れ衣を着せられ「懸賞首」となり、伊能が跡目を継いだ岸田組をはじめとする光和会や、カネに目の眩んだカタギにまで命を狙われるようになるが、壮絶な逃亡劇の果てに証人を見つけ、岸田殺害の嫌疑を晴らす。この岸田殺害事件による逃走劇の最中、「自らが理想とする組織を作りたい」という理念を抱き、光和会復帰の誘いを蹴り、その理念を果たすべく長きに渡る戦いの日々へ身を投じるようになる。「最後の極道」「狂い狼」とまで呼ばれる凶暴性を持つ反面、昔ながらの仁義を重んじ、筋目を通す男気と度胸と器の大きさから数々の人物を魅了し、時には敵側の人間やカタギの人間ですら、「仲間に入れて欲しい」と懇願する者もいた。伊能にすら「お前が俺の弟のままでいてくれたら、俺たちは天下を取れると思っていた」と告白させるほど極道としての実力は高い。最終的に伊能との一騎討ちで刺し違えて岸田の敵討ちの本懐を遂げ、その報告に赴いた岸田の墓前で死亡した。
徳丸 源二
本郷組系徳丸組組長。本郷組の設立時の地位は若頭補佐。小溝が服役したのちは若頭となる。
本郷組の生え抜きであり、岸田殺害事件から本郷につき従って共に死線をくぐりぬけた。豪放磊落な性格であり、朗らかさはカタギの人間も魅了されるほどだが、やはり裏社会の人間らしく時には冷酷な一面を見せる。その体型に見合った力自慢であり、怪力を生かして修羅場をくぐりぬけることもあった。伊能との最終決戦において、本郷を逃がすため道路の真ん中に仁王立ちし、銃火器の一斉掃射を浴びるという壮絶な最期をとげる。そのあまりの壮絶さは、徳丸を射殺した光和会組員ですら「敵ながら天晴れ」と涙を流して賞賛した。
小溝 辰也
本郷組系小溝組組長。地位は若頭。徳丸と同じく、本郷組の生え抜きであり岸田殺害事件から本郷につき従って共に死線をくぐりぬけた。岸田殺害事件終了後は徳丸たちと共に本郷組のため尽力をしていたものの、ある事件により本郷を守るべく刑務所に服役。このことを、本郷は「俺の手足でもある小溝を切らなければならない」と吐露した。その後北海道の刑務所に服役したため再登場するのは物語の大詰め、本郷と伊能の一騎討ちの直前である。再登場時には窮地に陥っていた本郷を助け、彼と共に伊能を追って山に入るも隠れていた伊能の銃弾から本郷を庇い、その後の安否は不明。
工藤 卓也
本郷組系工藤組組長。地位は舎弟頭・会計担当。元は女衒であり売春の斡旋などを手がけていた。岸田殺害事件により追われる身になった本郷をかくまったのが本郷との出会い。利益のためなら売春婦の外国人女性たちを道具同然に扱う岸田組系幸田一家のやり方を毛嫌いし、本郷が幸田一家の親筋の光和会に追われていることを知り、利害の一致から本郷に協力する。
チンピラではあるが、外国人売春婦たちの事を思いやるなど仁義がある一面も持ち合わせており、同じような理念を持つ本郷にほれこみ、のちに本郷の舎弟となる。
本郷組の近代化を担う役職に命じられた際は「俺は今までやってきたのは昔ながらのヤクザ稼業だから、それ以外には俺に思いつくものはない」と語った。そのため本郷組の財政面での近代化は竜崎に託されることになる。それが原因で他の幹部とのすれ違いが生じ、一度本郷と対立するも無事和解した。本郷組と光和会との戦争では徳丸と共に大阪に乗り込む本郷に本郷組の指揮を任される。
京本 錠二
本郷組系京本組組長。地位は舎弟頭。元・岸田組組員で、所属時は本郷や伊能と兄弟のちぎりを結んでいた。
野獣といわれるほどの荒々しさを持っており、伊能や本郷をしてもその荒々しさに恐怖を抱いた瞬間がある。
岸田組長殺害の件では本郷が犯人と思いこんでいたため、そこを伊能に利用され、一時期本郷組と対立し、互いの勢力をそぎ落とす死闘を演じたものの、最終的には伊能の策略に気づき本郷組に参画、本郷と共に伊能と戦うことを誓うが、伊能のだまし討ちにあい射殺された。
本郷と対立していた時は荒々しい一面ばかりが目立ったが、本郷との共闘以降は、冷静で頭が切れる一面も見られるようになる。
一色 達哉
本郷組系一色組組長。元々は本郷と対立していた伊豆・堂島組の鉄砲玉。
本郷組の襲撃に失敗して徳丸に捕えられ、本郷の前に引きずり出されたが、隠し持っていた銃器で自殺しようとしたところ、本郷たちに阻止され失敗、本郷の手により病院にかつぎこまれ一命を取り留めた。病院で自分一人だけで夜通し看病に付く本郷の器の大きさに惚れ、本郷組入りを直訴。病院から退院したあとは、かつて所属していた堂島組の捨て駒にされ、組織の幹部に拳銃で撃たれ重傷を負い再び入院したが、その後危機を脱し、正式に本郷組組員となる。
他の本郷組幹部と対照的に物静かで口数が少なく大人しい人物である。しかし本郷を守るという信念に関しては他の幹部に引けはとらず、一色組の立ち上げの際は「俺は組長というガラでないが、本郷組長を守るという意志だけは誰にも負けない」と一色組に新たに所属する自らの部下たちに宣言していた。のちに敵対組織との闘いで命を落とす。
竜崎 敏成
本郷組の表の顔「飛翔グループ」社長。元は日本の最高学府の帝都大学生で、型にはまった人生を嫌っていたゆえに本郷に憧れ、仲間入りを果たすべく本郷に猛アタックしたものの、「カタギを裏社会に染めてはいけない」という本郷の信念ゆえに、本郷に幾度もその要求を突っぱねられる。本郷への思いは強く、本郷をかばって銃弾の蜂の巣にされたり、そのような手負いの身体で病院を脱走し、本郷と対立していた組織に潜入して、その組織のトップを暗殺したほど。その男気に本郷もついに折れ仲間入りを認めた。本郷組はそのとき、「組の近代化」という課題を背負っており、その近代化を担当していた工藤がその役職に適任ではなかったため、帝都大学を首席で卒業して「大学設立以来きっての天才」と週刊誌にも取り上げられるほどの知性を持った竜崎を新たにその役職に任命。これにより若くして本郷組の表の顔である飛翔グループ社長に任命され、本郷組の金庫番として財政を支えるようになった。また、表向きはカタギの立場を活かして敵の調査なども請け負う。
三津木正彦
本郷組総本部長。まだチンピラだった本郷と兄弟盃を交わした兄貴分。立場より義理人情を重んじる昔気質の侠客。本郷が岸田組に入る際に「兄貴も一緒に」と岸田に頼み了解を得ていたが、直前に姿を消す。その後本郷組が拡大した時期に本郷が水戸の組織の組葬に招かれた際に再会。しかし再会は三津木が関与した襲撃の手打会場だった。自分を手打のカタに差し出した組長を襲撃すべく会場に潜入した三津木がまさに引鉄を引こうとした直前に「このケンカ、本郷組は三津木の兄貴に加担する」と会場に本郷が現われ三津木と再会するとともにその場を収める。本郷は「もう別れ別れはゴメン」と三津木に本郷組入りを懇願し、三津木は本郷組本家入りを果たす。その後は本郷組幹部として、冷静な分析と判断で本郷の良き相談相手となる。本郷組と光和会の戦争では本郷から組の指揮を任された工藤を補佐する。

## 光和会
関西を拠点とした西日本最大の暴力団組織であり、日本でも最大級の規模を誇る。しかし伊能が台頭するまでは近代化が進んでおらず旧態依然とした組織運営がなされていた。それを中堂検事に突かれ、脱税の罪で検察の強制捜査を許し、一時危機に陥った。伊能が組織の中核を担ってからは、そうした弱点も組織の近代化と共に克服し、以前にも増して強固な組織となった。
伊能 政治
岸田組若頭→岸田組組長→光和会本部長→光和会会長。自らが岸田組組長になるべく組長の岸田を刺殺し、本来の後継者だった本郷にその罪を着せた。これにより岸田組組長に任命される。のちに会長の大門も謀殺して光和会会長になる。国立大学卒業という異色の経歴の持ち主であり、その知性と頭の回転の良さを生かして頭角をあらわしていく。前述の知的な一面に加え悪魔のような狡猾さを持ち、自らの障害となるものは容赦なく排除したり、用済みや役立たずと判断した人物は誰であれ容赦なく"始末する"など冷酷無比な人物でもある。昔ながらの極道の規範の1つである「カタギに迷惑をかけない」という理念を真っ向から否定しており、目的のためならカタギを巻き込んだり殺害することも厭わない。また自らの利益にならないと判断した人物を突然射殺するという残忍さも持ち合わせており、これらのことから光和会組員たちから畏怖される存在となる。その恐ろしさは四代目山城組組長・西条ですら、「サソリ」と喩えたほど。京本には「あんたはいつも策略ばかりめぐらせていて、あまり気に入らなかった」と言われており、本郷と比べて他の組員からの信頼や信用は薄い傾向もうかがえ、岸田もこの点を考慮して、本郷に跡目を継がせたかったものと思われる。知謀だけではなく度胸と腕っ節も強く、自ら暴力を振るって脅すシーンも少なからずあったり、パンチで車窓を割って十津川組若頭を引き摺り出した上に放り投げたこともある。また、"関西人ではない"伊能に対し反発感を抱く光和会の人間も多かった模様。最後は本郷との直接対決で死亡する。
大門 重雄
光和会本家会長。
昔ながらのやり方を好む極道。岸田巌を「ワシの右腕」と呼び全幅の信頼を寄せていた。本郷にも信頼を寄せ、岸田殺害の嫌疑が晴れたあと本郷が光和会から独立する際には、本部長格での光和会本家入りを提案した。伊豆地域で地盤を築き上げたことに対しても「今まで多大な迷惑をかけたのだから、伊豆地域くらいくれてやってもいい」と義を優先させる発言をした。当然伊能はこの発言には納得せず、「いつまでも舞台から降りない役者ならば、この手で引きずり下ろすまで」と決意し、伊能の手により暗殺される。

### 光和会最高幹部会（執行部）

#### 山平組
光和会の御膝元である大阪を拠点とする組織。
山平 一雄
光和会本家副会長兼山平組組長。
長年の執行部の怠慢が原因で「光和会が脱税疑惑で検察に捜査を受ける」という光和会が潰れかねない危機をもたらしたとはいえ、そのことを幹部会議で「ボンクラ」呼ばわりした伊能に対し激怒した。それ以前から伊能に良い心象はなかった様子。最終的に大門もろとも伊能の手により暗殺される。

#### 坂巻組
光和会姫路支部の組織。
坂巻 健治
光和会最高幹部会理事長兼坂巻組組長。理事長の地位は会長、副会長に次ぐ。
関西人ではない伊能に対して、もともと不信感を持っていたため、伊能にクーデターを企て、自らが光和会会長になろうとしたが、当の伊能は坂巻の策略に気づいており、逆に伊能の罠にはまり、伊能に殺害される。

#### 西村組
光和会横浜支部の組織。
西村 芳久
光和会最高幹部の1人で西村組組長。

#### 今橋組
光和会四国支部の組織。
今橋 昇
光和会最高幹部の1人で今橋組組長。

#### 石本組
光和会神戸支部の組織。
石本 種雄
光和会最高幹部の1人で石本組組長。

#### 末松組
山平組と同じく大阪を拠点とする組織。
末松 直美
光和会最高幹部の1人で末松組組長。

#### 岸田組
光和会東京支部の組織。六本木を縄張りとしている。
岸田 巌
光和会最高幹部の1人で初代岸田組組長。不良少年で毎日荒れた生活を送っていた本郷を街でスカウトし、極道として育てる。本郷に魅力ある偉大な極道の素質があることを見抜き、それに惚れ込んだことで本郷に跡目を継がせることを決意するが、これを不満に思った伊能により病床の中刺殺された。
黒田 敬三
伊能が岸田組組長に就任時と同時に岸田組若頭に任命された伊能の最初の懐刀。伊能の悪魔のような狡猾さと恐ろしさを目に当たりし次第に伊能への恐怖心・猜疑心が大きくなったことや、本郷を陥れた件への良心の呵責に悩まされ、それを中堂検事につけいられ、最終的に中堂に内通し伊能を裏切ることを決心する。だが結局そのことを察知した伊能により、黒田は最終的に"処分"されることとなった。
西脇
伊能が黒田を"処分"したのち、新たに岸田組若頭に任命され、次の伊能の懐刀となる。伊能が光和会会長になった際は岸田組組長に就任。
黒田と異なり、伊能のやり方に何の違和感も持つことなく従順に伊能に従う。しかし忠誠心はあったらしく、終盤での本郷との戦いの最中、伊能を守るために狙撃され死亡。彼の死には伊能も心を動かされたようだった。

### 光和会直系または傘下組織

#### 羽根田組
風間が所属する光和会系の組織。
羽根田
光和会系羽根田組組長。伊能の指示があるためか風間に下手に出たり金銭を提供するなどしているが、本人は「伊能の指示がなければ殺している」「根性曲がり」と嫌っている。
風間 次郎
光和会系羽根田組幹部。常に虚ろな表情をしている。伊能の電話を無視する、他組織の賭場の金を堂々と持ち去ろうとするなど異常な行動が目立つ。凶暴性も秘めており、前述の伊能の電話を無視したことに意見した組員の頭を割る描写もある。女性、遊び、金銭など全ての物事に対して興味も刺激も感じず、幹部でありながら狭いアパートに佳子という妻と2人暮らしをしており、本人は自身のことを「物欲がない」と評している。しかし、伊能からは「いつでも死ぬ事が出来る人間」と一目置かれており、彼の本格的な関東進出かつ他の関東組織は巻き込まずに本郷組のみと戦争したいという依頼を承諾し、「この日のために生きてきた」と鉄砲玉となる。徳丸の経営する店で営業妨害、工藤の賭場で賭場荒らし、京本の頭に酒をかけるなど挑発行為を繰り返すが彼等は挑発に乗らず、このことを受けて表向きは堅気の竜崎の商談を邪魔して暴行を加えた。これを聞いて堪忍袋の緒が切れた本郷自らが誘いに乗る。風間の方もただ死ぬのではなく、本郷を討ち取れると感じて一騎打ちを繰り広げるが敗北する。最期は一騎討ちが出来たことに感謝し、「生まれ変われたらアンタの下で極道をやりたい」と告げて射殺された。

### その他の光和会系構成員
式辺
伊能が京本を誘き出して殺害する際に用意したヒットマンであり、その腕前は空を飛ぶ物体を立て続けに複数撃ち抜くほど。劇中で一度も喋っておらず、西脇に冷や汗をかかせるほどの雰囲気を持っている。伊能と京本の話し合いの場では近くに潜み、京本が伊能に銃を突き付けた瞬間に背後から頭を撃ち抜いて殺害したが、逃げる途中で西脇に口封じ及び証拠隠滅のために殺害された。
只野 浩一
北海道を拠点とする光和会の三次団体の新組長。自身の継承式に来てくれた伊能に恩を感じ、彼のためなら死ねると思っていたが、本郷との関係を知らなかったためか過剰な警備を不思議に思っていた。その後は本郷との決戦時に伊能を庇って死亡するも自身の遺体は伊能に投げ捨てられた。

## 山城組
関東を拠点とした東日本最大の暴力団。光和会よりは規模が劣るが、もともと東日本最大組織であるのに加え、伊能をして「この連中はヤクザではなく、軍隊の兵隊だ」と言わしめるほど優秀な組員を西条が多く育成したことから、光和会に正面から対決できる組織の1つである。
西条率いる四代目体制では伊能率いる光和会でも手が出せなかったが、伊能の策略で西条と若頭の須藤が暗殺されてからは後継者争いと昇龍会の結成を招いて内紛が起きたことで弱体化する。この騒動で若頭補佐の桜木・十津川・岩瀬が死亡し、残った横地も光和会と本郷組の戦争で死亡したことで指導者を失い、さらに弱体化する。
渋沢 一誠
三代目山城組組長。
西条 幸三
三代目山城組若頭、のちに四代目組長。わずか36歳で関東を中心とする東日本最大の広域暴力団　山城組のNo.2にまで登り詰めた、人呼んで「極道の天才」。伊豆戦争の最中、敵対勢力として本郷と出会う。本郷と直接対峙するが、その際に本郷の力量を見抜き和解。その後は陰ながら光和会と対立する本郷組を支援する。本郷と兄弟盃を交わした直後、披露目の会場内で伊能が放った台湾人の刺客・黄一家により射殺された。
須藤 勝義
四代目山城組若頭。西条を射殺した黄一家の捜索時の采配ぶりと器量から本郷に「彼が五代目を継げば山城組は安泰」と評されたが、伊能の策略により息子の玩具を買っている最中に暗殺された。組長と若頭を相次いで失った山城組は、残った4人の若頭補佐による後継者争いに発展する事となる。
横地 善和
四代目山城組若頭補佐兼組長秘書。西条と山城組のことを心から慕っており、時には西条と山城組を守るため、捨て身の行動に出るときもある。五代目を選ぶ入れ札では、山城組舎弟会を始めとする幹部達からの信頼が最も厚かったが、自らの器の限界と舎弟会の票を丸々奪った十津川の策略を受け、彼の当選を阻止するために自らの票を全て桜木に入れるという奇策に出る。その後は桜木を補佐するも彼が殺害された事を受けて組長代行として昇龍会との抗争に臨む。最終的には十津川と岩瀬を討ったことで終戦を宣言し、六代目組長に就任した。組長に就任後は光和会の関東進出を受け、関東木曜会の加盟団体に抗戦を呼びかけるも説得に苦戦する。しかし、土下座をしてまでの説得が功を奏し、抗戦の話がまとまりかけるも本郷が風間を弾いてしまったため白紙に戻ってしまう。これを受けて関東木曜会と決別し、六代目山城組を脱退させた。その後は本郷に協力する姿勢を見せていたが、本郷の目の前で爆殺された。
桜木慎太郎
四代目山城組若頭補佐。山城組の中でも武闘派であり、他団体との抗争では常に先頭に立ってきた。五代目を選ぶ入れ札では「選ばれるやつは選ばれて落ちるやつは落ちる」と言い、十津川と違って根回しを行うことなくゴルフに興じたり、幹部会の休憩時間に寝るなど自由奔放かつ豪快な性格。入れ札では横地の奇策もあって五代目に当選し、本郷からは前述の性格と年齢の若さから「思慮の浅さと青い性格は不安だが新しい山城組を引っ張ってくれる」と評された。その後、組を割った十津川らに対しては離反を止めることはせず、力で白黒つけると主張するなど武闘派としての意地を見せたが、マスコミに扮したヒットマンに銃撃されて死亡した。
十津川堅固
四代目山城組若頭補佐。激情家な一面があり、野心が強い性格。入れ札で落選すると一生窓際に追いやられると危惧し、直系組長らに対する根回し及び舎弟会の票を買収しようとしたが失敗する。その後、クラブで荒んでいるところを徳丸と工藤に見られ、本郷からは「五代目の器じゃない」と酷評されると同時に警戒される。入れ札では岩瀬を取り入れるも落選し、失意に暮れているところを伊能につけ込まれ、岩瀬や自分を支持した直系組長達を率いて山城組を割り「昇龍会」を結成及び会長に就任する。しかし、山城組との抗争では徹底的に身を隠し、岩瀬を始めとする組員達からは不信感を抱かれ、彼を匿った伊能は「臆病者」と評した。その後は伊能に東京入りを密告され、待ち伏せしていた本郷組に射殺された。
岩瀬 英光
四代目山城組若頭補佐。4人の若頭補佐の中では最も人気が低く、この現状を受けて本人も半ば諦めかけていたが、横地と桜木に対抗する十津川に取り込まれる。入れ札後は十津川の落選を受けて失意に暮れていたが、伊能につけ込まれた十津川に賛同する形で山城組を割り「昇龍会」副会長に就任する。しかし、山城組の徹底的な報復と十津川の死を受けて本郷に手打ちを打診するも自身の命または引退を要求されたことに反発した。最終的には伊能の力を借りようと密会した際に彼に用済みとみなされて殺害され、死体は川に遺棄された。
津村 元造
四代目山城組内舎弟会会長。三代目時代からの古参幹部の集まりである山城組舎弟会のまとめ役。舎弟会の10票を狙う十津川から10億と引き換えに票を要求されたが、その要求を一喝して突っぱねた。しかし、報復として十津川に拉致され、椅子に縛られて顔面に電動ノコギリを近づけられた上に暴行されて脅迫された。これを受け、他の舎弟会の各々には前述の件は伏せ、最高幹部としての地位を与えられるという形で彼らを説得し、舎弟会の票をまとめて十津川に投票することにしたが、内心では彼らに謝罪の言葉を口にしていた。その後は一連の事件に気付いた桜木に組事務所に乗り込まれるが自白はせず、逆に数々の不義理を自分に働いた若い世代に怒りの言葉をぶつけた(これを聞いた桜木は罪悪感を感じていた)。

## 伊豆地域の組織

### 伊豆本郷組
伊豆を縄張りとする本郷組傘下の組織を指す。

#### 大浜一家
伊豆系本郷組傘下の中でも中心団体。
高村 常吉
初代大浜一家総長。
三杉 隆義
初代大浜一家若頭→二代目大浜一家総長。

#### 堂島組
堂島 重伍
堂島組組長。

#### 伊豆南一家
南海 源介
伊豆南一家総長。

#### 網の島一家
網丘竜三郎
網の島一家総長。

#### 富士元組
元山 一成
富士元組組長。

#### 波新組
波野新二郎
波新組組長。

#### 海原組
海原 修三
海原組組長。

### 新伊豆連合
本郷組傘下ではなく、光和会を後ろ盾にした伊豆の組織。
堂島 重伍
新伊豆連合会長。

### その他の伊豆の組織

#### 火野組
火野 玉男
光和会系火野組組長。

## 東京の組織

### 関東木曜会
山城組をはじめとする5つの関東系広域組織による親睦組織であり、当初は各広域組織の傘下である6団体と岸田組傘下の京本組で歌舞伎町を治めていた。後に五代目山城組と昇龍会の内部抗争に乗じて関東各地に光和会系の組織が進出したが各組長達は危機感を持たず、保守的な態度を取っていたため、横地に「平和ボケ」と吐き捨てられた。
西条 幸三→横地 義和
関東木曜会加盟団体・山城組組長。
※山城組を参照
筒井 隆司
関東木曜会加盟団体・明星会会長(初登場時は最高顧問)。光和会系の組織が関東各地に進出した際には、まだ東京には進出していないという理由で保守的な態度を取り、横地の説得に応じなかった。しかし、彼の土下座をしてまでの説得を受けて一旦は考え直すことにしたが、その直後に本郷が風間を弾いて戦争の引き金を引いてしまったため「決断には早すぎる」と言い残し、他の加盟団体共々不干渉を決め込んだ。
総元 太一
関東木曜会加盟団体・花輪連合本部長。
千本 剛史
関東木曜会加盟団体・千本組組長。
橋爪 芳樹
関東木曜会加盟団体・竜虎会会長。

### 昇龍会
四代目山城組若頭補佐の1人である桜木が五代目組長に就任したことに反発した同じ若頭補佐の十津川と岩瀬を中心とする派閥が、伊能の後ろ盾を得て結成した組織。山城組との抗争では切り崩しと猛攻に遭って敗北したが会自体は存続したため、結果的に山城組の勢力を分散させることとなり、伊能の兵隊となった。
十津川堅固
昇龍会初代会長。
岩瀬 英光
昇龍会副会長。
※詳細は山城組を参照
時田 茂樹
岩瀬と伊能が密会した際に岩瀬の従者として登場した。伊能には「なかなかいい面構え」、岩瀬には「副会長に任命させる」と評される器量の持ち主だったと思われるが、岩瀬が目の前で殺害された際には動揺を隠せないでいた。岩瀬の死後は伊能の指示で二代目会長に就任する。その後は伊能に空気を入れられ、横地を失った六代目山城組に猛攻を仕掛ける。

## 外国の組織

### 王道盟（ワンダオモン）
東京の都市部を拠点とする台湾系の組織。外国勢力で最大規模を誇っていたが、新たに台頭してきた黄一家に敗北する。

### 黄（ホワン）一家
日本で成り上がる事を目的とした台湾人の黄によって結成された台湾系の組織。少人数ながら伊能の後ろ盾を得ているため、急速に台頭した。伊能の指示で四代目山城組組長・西条と若頭の須藤を暗殺するが、最後は伊能に切り捨てられる形で本郷組により全滅した。
黄 健中
黄一家の頭。うだつの上がらない台湾での生活に嫌気がさし、一旗あげるために日本に密入国してきた。腕っ節も強く頭の回転も速い。東京に流れ着いた後は自身と同じような境遇の男を集めて黄一家を結成した後、伊能に利用されていることに気付きながらも彼の協力を得て勢力を拡大する。後に最愛の女性である少紅と日本で再会するが、自身の目的のために別れる決断をした。しかし、少紅が山城組系組員によって薬物中毒にされた上に愛人にさせられていることを知り、いざこざの末にその組員を殺害する。その後は前述の事件と伊能の指示を受けて四代目山城組組長・西条と若頭の須藤を暗殺するが、伊能の密告により本郷に隠れ家を突き止められて仲間を皆殺しにされる。最期は本郷に少紅の助命を頼み、彼との一騎打ちの末に死亡した。死後、彼の遺骨は少紅に引き取られた。
少紅
黄の最愛の女性。黄を追って日本に入国し、働きながら黄を探していた。後に黄と再会するが、彼に別れを告げられる。その後は外国系のクラブで働き、その時に客としてやってきた本郷に黄の面影を見た。しかし、ある客(山城組系組員)に騙されて薬物中毒にさせられた上に愛人にされてしまう。その後は黄に救われるも既に廃人状態に陥って黄のことは思い出せなくなっていたが、それでも黄は彼女の面倒を見ていた。彼が本郷との一騎打ちの末に敗北して事切れる寸前に意識を取り戻し、黄の死に涙した。全てが終わった後は黄の遺骨を引き取り、共に台湾に帰国した。

## 九州の組織

### 久須本組
久須本幸造
久須本組組長。小規模の組の組長ながら極道の間で「最後の博徒」とあがめられ、「九州のすべての極道をまとめあげられるのは彼のみ」とさえ言われるほどの人物。
極道の世界に入った当初の本郷に手を焼いた岸田が、兄筋の久須本に本郷を育てるよう頼み本郷を久須本のもとへ預けた。そこで本郷は極道としてのイロハを徹底的に叩き込まれた。このことから本郷は、久須本のことを「育ての親」と慕っている。昔ながらの仁義を重んじる古風な極道であり、それを慕う九州の極道も多い。
伊能の策略により、使者のして遣わされた黒田から「親殺しは本郷に間違いない」と吹き込まれるものの、その後久須本のもとに現れた徳丸の義を通した命がけの行動に感動し「ウソのためには命は掛けられない」と言い切って本郷の潔白を信じ、本郷に全面協力することを約束した。この姿勢に怒りを覚えた伊能の口車に乗った若頭の進藤に刺殺される。
進藤
久須本組若頭。
九州に縁もゆかりもない余所者である本郷に岸田組と対決してまで久須本組が協力することに不満や恐れを抱いていた。そのことを伊能たちに突かれ、籠絡されてしまい、自らの手で久須本を殺害、さらには同じく久須本邸にいた徳丸をも殺害せしめようとした。このことにより、岸田組傘下に入ることになった進藤はその挨拶のため岸田組本部を訪れたが、その夜に本部を襲撃した本郷たちの手により殺害される。
伊能に初対面した際は、伊能から「光和会が九州を制圧した際は光和会の九州地区の縄張りを任せる」と言われ感激した。しかし、伊能は実際は進藤をただの使い捨ての駒としか見ておらず、九州地区の縄張りを任せるという話も九州制圧のための捨て駒にさせるべく進藤をさらに籠絡させるための虚言だった。
牧原 泰治
二代目久須本組組長。
市川 芳美
二代目久須本組若頭。
富樫 昌也
久須本組 若衆。
久須本修次
三代目久須本組組長。幸造の実子で父親譲りの器量の持ち主であるが、極道の社会そのものに反発し、出奔後は東京で板前の修行をしていた。本郷とは少年時代に面識が少しあった。後に久須本組の危機を新聞で知り、当初は「関係ない」と帰郷を拒んでいたが、故郷と組を守るために板前の将来を捨てて久須本組に戻り、三代目組長を襲名する。その後は本郷組と協力関係となり、本郷組の仙台遠征の際には応援として駆けつけた。光和会と本郷組の戦争では応援として上京しようとするも丸腰のタイミングを光和会構成員に襲われ、射殺された。

## 四国の組織

### 怒濤一家
大海雄一郎が率いる高知を拠点とする組織。大海の指揮能力、訓練された組員、ヘリや軍事兵器といった武器を用いた迅速かつ的確な攻撃力を誇り、瞬く間に四国を統一した。
大海雄一郎
怒濤一家二代目総長。坂本龍馬を彷彿とさせる自由奔放かつ豪快な性格の青年。また、かなりの女好きであり、暇さえあれば女遊びに興じているために組員たちでさえも行動が予測できない。しかし、四国を瞬く間に統一するほどの戦闘力を誇る怒濤一家を率いているほどの人物のため、伊能を始めとする大手組織の親分にも一目置かれている。ある女性を追いかけ回したことがきっかけで伊能や本郷と関わりを持ち、本郷とは互いの危機の際には駆けつけるほどの信頼関係を結んだが、本郷組と光和会の戦争では伊能に先手を打たれて光和会組員達に周り囲まれてしまい、一家の長として四国を血の海にする訳にはいかないとして身動きが取れないでいた(この時、本郷に内心で詫びていた)。

## 東北の組織

### 友成組
仙台を拠点とする組織。本郷組と協力関係にある。
友成清五郎
友成組組長。純也の父親。純也を極道になることを反対していたが、純也を友成組の後継者にする。
友成 純也
清五郎の実子で現役の高校生。自ら友成組に入った。友成組を裏切った若頭の黒崎を射殺し、本郷と兄弟盃を交わして本郷の弟分になる。
黒崎
友成組若頭。伊能に誘われて友成組を裏切り、純也に射殺された。

## その他
相川 渚
本郷流一の恋人。
本郷の行きつけのクラブの従業員。
岸田殺害事件で逃走中の本郷たちの光和会本部行きを阻止するため伊能が彼女を人質にしたが、本郷の足手まといとならぬよう自らに突きつけられていた伊能の拳銃の引鉄を自ら引き、命を絶つ。
中堂 純三
東京地検検事。
かつて母親が暴力団の抗争の流れ弾で死亡したことから、それをきっかけにして「日本の全ての暴力団を殲滅する」という理想に心血を注ぐ。そのことから、暴力団を「社会のダニ」と徹底的に敵対視している。その過程で日本において一二を争う規模の暴力団の光和会を殲滅するため、税理士の協力を得て光和会を脱税容疑で捜査し、そこから組織の崩壊を導こうとしたが、この戦略は伊能により阻止されて失敗する。
途方に暮れていたところに小溝からアプローチがあり、岸田組長殺害の真相を知り、それを糸口に黒田に心理的な揺さぶりをかけ、それを突破口にして伊能を叩くことで光和会殲滅の足がかりにすることにした。
だが、この作戦も伊能の差し金により黒田が"処理"されたことで失敗に終わり、光和会殲滅計画は完全に頓挫することになった。

## 書誌情報
- 1巻 1991年1月 ISBN 4-537-03656-7
- 2巻 1991年2月 ISBN 4-537-03662-1
- 3巻 1991年5月 ISBN 4-537-03681-8
- 4巻 1991年8月 ISBN 4-537-03699-0
- 5巻 1991年11月 ISBN 4-537-03718-0
- 6巻 1992年1月 ISBN 4-537-03738-5
- 7巻 1992年4月 ISBN 4-537-03749-0
- 8巻 1992年6月 ISBN 4-537-03763-6
- 9巻 1992年8月 ISBN 4-537-03775-X
- 10巻 1992年10月 ISBN 4-537-03785-7
- 11巻 1992年12月 ISBN 4-537-03801-2
- 12巻 1993年2月 ISBN 4-537-03810-1
- 13巻 1993年4月 ISBN 4-537-03825-X
- 14巻 1993年6月 ISBN 4-537-03837-3
- 15巻 1993年8月 ISBN 4-537-03848-9
- 16巻 1993年10月 ISBN 4-537-03860-8
- 17巻 1993年12月 ISBN 4-537-03873-X
- 18巻 1994年2月 ISBN 4-537-03882-9
- 19巻 1994年5月 ISBN 4-537-03897-7
- 20巻 1994年7月 ISBN 4-537-03911-6
- 21巻 1994年9月 ISBN 4-537-03923-X
- 22巻 1994年11月 ISBN 4-537-03936-1
- 23巻 1995年1月 ISBN 4-537-03950-7
- 24巻 1995年3月 ISBN 4-537-03962-0
- 25巻 1995年5月 ISBN 4-537-03975-2
- 26巻 1995年7月 ISBN 4-537-03988-4
- 27巻 1995年9月 ISBN 4-537-09600-4
- 28巻 1995年11月 ISBN 4-537-09615-2
- 29巻 1996年1月 ISBN 4-537-09636-5
- 30巻 1996年3月 ISBN 4-537-09649-7
- 31巻 1996年5月 ISBN 4-537-09661-6
- 32巻 1996年7月 ISBN 4-537-09671-3
- 33巻 1996年9月 ISBN 4-537-09680-2
- 34巻 1996年11月 ISBN 4-537-09690-X
- 35巻 1997年1月 ISBN 4-537-09701-9
- 36巻 1997年3月 ISBN 4-537-09712-4
- 37巻 1997年5月 ISBN 4-537-09723-X
- 38巻 1997年7月 ISBN 4-537-09733-7
- 39巻 1997年9月 ISBN 4-537-09743-4
- 40巻 1997年11月 ISBN 4-537-09755-8
- 41巻 1998年1月 ISBN 4-537-09766-3

## 実写版
映倫の認可を受けた劇場映画としての公開作品だが、ビデオ作品として人気を博した。哀川翔主演。第1作の1995年から最終作の2000年まで全13作。

### 登場人物
※長編シリーズの為、同じ俳優が違う役を演じる事が多い。

#### 本郷組
- 本郷 流一（ほんごう りゅういち） - 哀川翔

本郷組組長。関西光和会岸田組若頭補佐→関東木曜会に移籍。
岸田組若頭補佐で、初代岸田組組長の跡目を継ぐはずだったが、伊能の策で親殺しの汚名を着せられる。以後、岸田組を離れ、伊能に報復すべく全国各地で伊能組(岸田組)と激しい戦いを繰り広げる。
- 徳丸 信也（とくまる しんや） - 松田勝

本郷組若頭。
- 京本 錠児 - 大和武士

京本組組長。本郷とは五分の兄弟分。第1作では親分である岸田組長の敵を討つべく本郷の命を狙うが、伊能の正体を知って以降は本郷組の客分として身を置き、本郷たちに協力しながら伊能への復讐の機会を窺う。
- 竜崎 徹 - 長倉大介（第1作）（※二役）

本郷組組員。岸田組本部から逃げ伸びた本郷・徳丸・小溝をかくまった。おもちゃ屋で熊のぬいぐるみを買って店から出たところを車に轢かれてしまう。
- 小溝 雅宏 - 武本裕史

本郷組若頭補佐。徳丸・一色と共に本郷組古参幹部の一人。
- 一色 達哉 - 山口剛

徳丸・小溝と共に本郷組古参幹部の一人。
- 工藤 周作 - 堀田真三 → 浅野明

本郷組幹部。
- 戸沢 健作 - 長倉大介（第6作〜）（※二役）

本郷組幹部。11作目では親を救うために単身岸田組と戦うも捕らえられるが、本郷に救われる。
- 石毛 新午 - 中倉健太郎（※二役）

本郷組幹部。戸沢とは兄弟分。
- 坂井 - 高知東生（第3作〜）

本郷組幹部。

#### 関西光和会
- 伊能 政治 - 萩原流行

岸田組若頭・伊能組組長。跡目を本郷に譲るという岸田の決定に反発し、岸田を射殺して本郷の仕業に仕立て上げる。死後、光和会本部長兼二代目岸田組組長となる。後に大門も殺し光和会会長になる。
- 新海 義人 - 工藤俊作

二代目岸田組若頭。
- 京極 寛治 - 新地雅之

二代目岸田組若頭補佐。
- 荒垣 勲 - 柳田よしたか

二代目岸田組若頭。
- 西脇 邦雄 - JULLA

二代目岸田組若頭。
- 大門 重雄 - 藤原喜明（第1作・第7作・第8作）

関西光和会会長。
- 津田 雄二 - 石山雄大（第7作〜第11作・第13作）

関西光和会副会長・津田組組長。
- 松野 大蔵 - 石橋雅史（第9作・第10作・第13作）

関西光和会相談役・松野一家総長。

#### 関東木曜会
- 西条 豪次 - 三上真一郎（第1作）

関東木曜会会長・山城組三代目組長。
- 春田 昇 - 安岡力也

春田組組長。関東木曜会本部長も務める大物極道。全国各地に影響力を広げる本郷の動きを危険視し、時に伊能に荷担して本郷を牽制していたが、本郷の極道としての力量は認めている。やがて伊能の野望を打ち砕く目的を一とし、本郷と五分の兄弟分の盃を交わす。
- 山城組組員 - 飯島大介（第1作）
- 武山 勝茂 - 梅宮辰夫（第4作）

関東木曜会最高顧問。
- 佐藤忠志

春田組若頭。
- 白井 康夫 - 高野拳磁（第7作〜第13作）

春田組若頭。

#### ゲスト
- 蛍子 - 野村真美（第1作）

本郷流一の婚約者。第2作以降は登場していない。
- 茜 - 仁藤優子（第1作）

竜崎徹の恋人で妊娠している。
- 安藤医師 - 菅原文太（※特別出演）（第1作）
- 初代岸田組組長・岸田 巌 - 河合絃司 （第1作）
- 黒田 祐司 - 菅田俊（第1作・第8作）

岸田組幹部。
- 鬼塚喜三郎 - 片桐竜次（第1作）（※二役）

暴力団対策本部・警部。
- 京本組組員 - 武蔵拳（第1作）（※二役）
- 岸田組組員 - 坂田雅彦（第1作）

- 幸子 - 坂上香織（第2作）
- 火野 五郎 - 新藤栄作（第2作）

火野組組長。
- 大浜 常吉 - 高松英郎（第2作）

大浜一家総長。
- 三杉 隆義 - 宮川不二夫（第2作）

大浜一家若頭。
- 堂島 重伍 - 須賀不二男（第2作）

伊豆連合総長・堂島組組長。
- 永倉 清道 - 室田日出男（第2作）

大日本百心会会長。
- 大磯 吾郎 - 中野英雄（第3作）（※二役）

大磯組組長。実兄の銀次がいる。
- 渋沢 勝代 - 西川峰子（第3作・第12作）

渋沢組組長。
- 久須本幸造 - 大山克巳（第3作）

久須本組組長。
- 久須本修次 - 中倉健太郎（第3作）（※二役）

幸造の実子。
- 富樫 - 庄司哲郎（第3作）（※二役）

久須本組組員。
- 由紀 - 沢木麻美（第3作）

修次の恋人。
- 牧原 建吾 - 平賀雅臣（第3作）

久須本組若頭。
- 矢神 徹也 - 白竜（第4作）

矢神組組長。本郷の兄弟分であり協力者。
- 荒木 剛史 - 曽根英樹（第4作）
- 友成 泰三 - 岡田正典（第4作）

友成組組長。
- 江 秀麗 - 栗林知美（第4作）
- 鬼塚 厳 - 安部譲二（第4作）

新宿中央署刑事。
- 松永 - テリー伊藤（第4作）

本郷組を狙ったヒットマン。
- 田崎 輝男 - 出口高司（第4作）
- 木島 - 増島剛之（第4作・第5作）
- 船村 - 鎌田栄治（第4作・第5作）

- 室瀬 仁志 - 清水宏次朗（第5作）

神石組若頭。本郷の兄弟分であり協力者。
- 神石 優子 - 大沢逸美（第5作）

組長の娘。
- 狩屋 敏雄 - 片岡五郎（第5作）

熊野組組長。
- 矢島 修造 - 石田太郎（第5作）

元・熊野組組長。現・湾岸開発事業促進本部事務局長。
- 神石 直康 - 青木義朗（第5作）

神石組組長。
- 風間龍太郎 - 木村栄（第5作）

神石組長と室瀬を暗殺したヒットマン。
- ヒロキ - 庄司哲郎（第5作）（※二役）

神石組組員。
- リョウ - 薬師寺保栄（第5作）

神石組組員。
- ナミ - 伊藤美紀（第5作）
- 風間の妻 - 若山幸子（第5作）
- 戸部清十郎 - 三角八朗（第5作）

広島平世連合会会長。
- 堀江 浩一 - 秋間登（第5作）

神石組若頭補佐。
- 木暮 健治 - 渡辺裕之（第6作）（※二役）

滝沢一家組員。
- 滝沢 静江 - 白島靖代（第6作）

総長の娘。
- リカ - 横須賀よしみ（第6作）

木暮の女。
- ヌードショウ呼び込み：佐藤蛾次郎、大泉滉（第6作）
- 黒柳 慶重 - 小松方正（第6作）

元・建設大臣。
- 滝沢 信夫 - 渡辺文雄（第6作）

滝沢一家四代目総長。
- 岩城 雄三 - たつかわ剛（第6作）

滝沢一家若頭。
- 水口 忠彦 - 武蔵拳（第6作）（※二役）

滝沢一家若頭補佐。
- 菊地 伸明 - 友金敏雄（第6作）（※二役）

春田会・菊地組組長。
- 桂 竜太郎 - 清水健太郎（第7作）

土佐一家総長。本郷の兄弟分であり協力者。
- エリーのママ - 夏目玲（第7作）
- 鮫島 直樹 - 永島敏行（第7作）

鮫島組組長。伊能の舎弟。本郷抹殺の命を受ける。
- 東田 浩介 - 鴈龍太郎（第7作）

鮫島組若頭補佐。
- 大原 勝彦 - 宇梶剛士（第7作）

土佐一家若頭。
- 鮫島の愛人 - 小町ゆき（第7作）
- 柳田 幸三 - （第7作）

柳田組組長。
- 星野 明 - （第7作）

星野組組長。
- 木島 雅之 - にしきのあきら（第8作）

元・岸田組幹部。伊能の企業舎弟。本郷抹殺の命を受ける。
- 佐伯 律子 - 青田典子（第8作）

黒田の女。
- 高野 朱美 - 濱田のり子（第8作）
- 北川 高次 - 山口仁（第8作）
- 樋口 悟 - 浜田晃（第8作）

樋口グループ会長。
- 富塚 旭 - 石橋保（第9作）

志郎の実子。
- 白城 譲次 - 梅沢富美男（第9作）

富塚組若頭補佐。
- 白城 紀子 - 佳那晃子（第9作）

譲次の妻。
- 富塚 志郎 - 川地民夫（第9作）

富塚組組長。
- 西野 由美 - 森山祐子（第9作）

旭の幼なじみ。
- 大野 - 片桐竜次（第9作）（※二役）

富塚組若頭。
- 猪熊 源二 - 内田勝正（第9作）

猪熊商事社長。伊能の手先。
- 西野 広 - 江角英明（第9作）

由美の父。
- 福田 勝 - 西沢利明（第9作）

北斗銀行頭取。
- 鮫津 - 鈴木省吾（第9作）
- クィーンのママ - 響野夏子（第9作）
- 深江 - 中村嘉夫（第9作）
- 田村 - 白坂省吾（第9作）
- ヒットマン - 小林弘幸（第9作）
- 佐伯 - 塚本耕司（第9作）
- 吉井 - ボブ鈴木（第9作）
- 三村 - 村田誠司（第9作）
- 石毛 - 沢田猛志（第9作）
- 須貝 - 滝川健（第9作）

- 向井 敬 - 名高達男（第10作）

元・岸田組実行部隊。元オリンピック候補選手。伊能の兄弟分。本郷抹殺の命を受ける。
- 神先 憲介 - 鶴見辰吾（第10作）

神先組五代目組長。
- 神先 暎子 - 藤森夕子（第10作）

憲介の妻。
- 神先 恭子 - 田中規子（第10作）

憲介の妹。
- 河津 五郎 - 成瀬正孝（第10作）

河津ファイナンス社長。伊能の手先。
- 中山 静夫 - 誠直也（第10作）

神先組若頭。
- 勝沼 守 - 天田益男（第10作・第11作）

二代目岸田組若頭補佐。
- 武藤 進 - 中谷彰宏（第10作）
- 女 - 相沢知美（第10作）
- 南波 哲治 - 伊吹剛（第10作）

南波組組長。伊能の手先。
- 根本 浩志 - 小林勝彦（第10作）

能登空港開発公団専務理事。　
- サラ - 甲賀瑞穂（第11作）

フィリピン人とのハーフの女スナイパー。当初は本郷を狙うも、彼の男気に惚れ、最後は本郷と共に戦う。
- 八田九州男 - 伊藤洋三郎（第11作）

八田グループ代表者。岸田組の企業舎弟である金融業者。
- 戸沢 清六 - 遠藤征慈（第11作）

戸沢健作の養父。
- 五代 哲 - 須藤雅宏（第11作）

五代組組長。伊能の手先。　
- 大磯 銀次 - 中野英雄（第12作）（※二役）

元・岸田組組員。大磯吾郎の実兄。岸田組組長殺しが本郷ではなく伊能の仕業であることを知り、伊能を脅すが伊能に撃たれ、本郷に伊能の岸田組長殺しの証拠の隠し場所を教え、死亡する。
- 秋元 佳子 - 水谷ケイ（第12作・第13作）

大磯銀次の愛人。銀次より伊能が岸田組長を殺したと発言したテープを預かる。銀次の死後、本郷にテープを託すべく東京に行くも岸田組に襲われるが本郷らに救われる。
- 黒崎 雄大 - 天宮良（第12作）
- 寺田 悟 - 星セント（第12作）
- 吉岡 健治 - 横山尚之（第12作）
- 尾崎 繁 - 楠大典（第12作）
- 佐竹 学 - 吉川銀二（第12作）
- 綱島 直人 - 上野淳（第12作）
- 後藤 秀夫 - 澤田猛志（第12作）
- 村岡 修司 - 龍連山（第12作）

- 黒鉄 剛也 - 渡辺裕之（第13作）（※二役）

元・竜崎組組員。伊能の舎弟。本郷抹殺の命を受ける。
- 竜崎 勇 - 小西博之（第13作）

関西光和会本部長・竜崎組組長。
- 竹井 強 - 清水昭博（第13作）

竜崎組若頭。
- 大石 達夫 - ガッツ石松（第13作）

春田組若頭補佐。
- おかまの連絡係 - 日出郎（第13作）
- 氏本 - 山西道広（第13作）

関西光和会幹部。
- 大室 勝 - 友金敏雄（第13作）（※二役）

関東木曜会代行・大室組組長。

### 作品リスト
| 各作   | タイトル                    | 脚本                         | 監督       | 劇場公開日    | ビデオリリース |
| ------ | --------------------------- | ---------------------------- | ---------- | ------------- | -------------- |
| 第1作  | 修羅がゆく                  | 和泉聖治                     | 和泉聖治   | 1995年6月24日 | 1995年10月13日 |
| 第2作  | 修羅がゆく2 戦争勃発        | 井上鉄勇                     | 和泉聖治   | 1996年2月10日 | 1996年2月21日  |
| 第3作  | 修羅がゆく3 九州やくざ戦争  | 井上誠吾                     | 和泉聖治   | 1996年5月25日 | 1996年8月9日   |
| 第4作  | 修羅がゆく4 東京大戦争      | 井上鉄勇 佐々木正人          | 佐々木正人 | 1997年1月10日 |                |
| 第5作  | 修羅がゆく5 広島代理戦争    | 板倉真琴                     | 佐々木正人 | 1997年5月9日  |                |
| 第6作  | 修羅がゆく6 東北激闘篇      | 板倉真琴                     | 小澤啓一   | 1997年9月19日 | 1997年12月12日 |
| 第7作  | 修羅がゆく7 四国烈死篇      | 板倉真琴                     | 小澤啓一   | 1998年3月7日  | 1998年5月5日   |
| 第8作  | 修羅がゆく8 首都血戦        | 板倉真琴                     | 澤田幸弘   | 1998年7月29日 | 1998年10月9日  |
| 第9作  | 修羅がゆく9 北海道進攻作戦  | 井上鉄勇                     | 小澤啓一   | 1999年3月27日 | 1999年4月9日   |
| 第10作 | 修羅がゆく10 北陸代理決戦   | 楢原卓展 和久田正明 小澤啓一 | 小澤啓一   | 1999年9月4日  | 1999年10月8日  |
| 第11作 | 修羅がゆく11 名古屋頂上戦争 | 和久田正明 小澤啓一          | 小澤啓一   | 2000年1月22日 | 2000年4月14日  |
| 第12作 | 修羅がゆく12 北九州死闘篇   | 板倉真琴                     | 小澤啓一   | 2000年7月28日 | 2000年10月13日 |
| 最終作 | 修羅がゆく13 完結篇         | 板倉真琴                     | 小澤啓一   | 2000年12月1日 | 2001年1月12日  |

### スタッフ
- 原作 - 川辺優
- 劇画 - 山口正人
- 製作 - 末吉博彦（ヒーロー、第1作）、西野聖市（ナック、第2〜13作）
- 企画 - 西野聖市（ナック、全作）、伊藤源郎（東映ビデオ、第1作）
- プロデューサー - 瀬戸恒雄（東映ビデオ、全作）、矢口義文（第1作）、森秀樹（第1作）、田村進一（メディアネットワーク、第2作）、八木欣也（第2作）、杉山隆夫（第3作）、榎本靖（第3作）、長谷川繁幸（第4作）、菅原日出男（第4作）、山地曻（第4,5作）、千葉英胤（第6作）、小松裕司（第6作）、渡井敏久（第7作）、内藤三郎（第8作）、吉池邦彦（第9〜13作）
- 音楽 - 菊池雅邦（第1,2,4作）、工房音夢創舎（第3作）、長谷川智樹（第6作）、竹村次郎（第7〜13作）
- 撮影 - 安藤庄平（J.S.C.、第1〜3,11作）、加藤雄大（J.S.C.、第5作）、林淳一郎（J.S.C.、第7〜9作）、丸池納（J.S.C.、第10作）、鈴木耕一（J.S.C.、第12,13作）
- 照明 - 磯野雅宏（第1作）、小中健二郎（第2作）、渡辺孝一（第3作）、馬場修（第4作）、岡野敏二（第5作）、三萩国明（第6作）、矢部一男（第7,9作）、山川英明（第8作）、吉角荘介（第10作）、石田健司（第11〜13作）
- 録音 - 井家眞紀夫（第1作）、米山英明（第2,3作）、末村萌律喬（第4作）、高橋義照（第5作）、西岡正巳（第6,10〜13作）、井上幸雄（第7,9作）、深田晃（第8作）
- 美術 - 吉川康美（第1〜3作）、若松孝市（第4作）、坂本享大（第5作）、たぬき工房（第6作）、藤田博史（第7作）、佐藤信夫（第8,11〜13作）、高桑道明（第9作）、西村伸明（第10作）
- 編集 - 福田憲二（J.S.E.、第1〜3作）、神谷信武（第4〜13作）
- スクリプター - 山下千鶴（J.S.S.、第1,2作）、渋谷康子（第3作）、津島由起江（第4作）、田中小鈴（第5作）、長谷川幸子（第6作）、宮下こずゑ（第7,9,12,13作）、福島勇子（第8作）、杉原温子（第10作）、広川貴美子（第11作）
- 監督補 - 原田昌樹（第1,3作）
- 助監督 - 鈴木幹（第1作）、井原真治（第2作）、梅原紀且（第3作）、吉野晴亮（第4作）、畠山典久（第5作）、是沢邦男（第6,7作）、藤田保行（第8,11〜13作）、崎田憲一（第9,10作）
- 制作担当 - 杉山隆夫（第1,2作）、福島孔道（第4作）、佐々木雅人（第5作）、鳥山佳克（第6作）、堀井健一（第8作）、菅原日出男（第9作）、江島進（第10作）、室橋忠（第11〜13作）
- 協力 - 東映化学（第1〜4作）、映広（第1,2作）、東洋音響（第1〜3作）、愛光（第1作）、第一衣裳（第1作）、フィルムクラフト（第1,3作）、ブーム（第1作）、蓮コーポレーション（第1作）、ケイプランニング（第1,2作）、高津映画装飾（第1,2作）、WHY CO.,LTD,（第1作）、～Plaice～（第1作）、HEISEIプロダクション（第1作）、日本映機（第2〜4作）、エヌケイ特機（第2,4作）、サニー企画（第2作）、報映産業（第2〜4作）、東京衣裳（第3,4〜13作）、マエダオート（第3作）、日本照明（第3作）、ビッグショット（第3作）、福岡東映ホテル（第3作）、エディターズ・ノア（第3作）、ユニバーサル照明（第4作）、東京美工（第4作）、K&U（第4作）、テイク・ワン（第4作）、ブロンコ（第4作）、カースタントTA・KA（第4作）、ニューメグロスタジオ（第4作）、ストロングワーク（第4作）、IMAGICA（第5〜13作）、東洋音響カモメ（第4作）、福島音響（第5〜13作）、ハイ・ライト（第5,7〜13作）、和光建設（第5作）、丸広土木（第5作）、日本コダック（第6〜10作）、東映音楽出版（第6作）、高瀬道場（第6,7作）、しみず工房（第7作）、共映（第7作）、神谷編集室（第7〜13作）、マリンポスト（第7〜13作）、大晃商会（第8,9作）、オフィス・リー（第8,9作）、D&Pカンパニー（第8作）、京野工務店（第9作）、スタジオ・ウッド（第9作）、住都（第9作）、深澤建設（第9作）、小室工務店（第9作）、K&L（第9作）、西村美術（第10作）、エレメンツ（第10作）、シナリオプリント（第10作）、nac（第10作）、井上高夫（第10作）
- 製作協力 - ABILITY INTERNATIONAL. INC
- 制作協力 - 花田企画（第1作）、メディアネットワーク（第2作）、ヤングコーポレーション（第2,4作）
- 制作 - スコルピオン（第1作）
- 製作 - ナック

## オリジナルアニメ
東映VANIMEレーベルのOVAとして1994年12月9日発売。制作はナック。

### キャスト
- 本郷流一：堀秀行
- 伊能政治：大塚明夫
- 京本錠児：中村秀利
- 徳丸源次郎：小野健一
- 小溝辰也：長島雄一
- 竜崎敏成：檜山修之
- 螢子：根谷美智子
- 田島：古澤徹
- 相沢：菅原淳一
- タカシ：中嶋聡彦
- 岸田巌：辻親八
- 鬼塚刑事：古田信幸
- 順次：藤原啓治
- 大門重雄：宇垣秀成
- 三杉隆義(大浜)：長嶝高士
- ホステス：武政弘子
- 牟田山弁三：塩屋浩三
- 久須本修次：古澤徹
- 多恵子：池本小百合
- 富樫昌也：山形ユキオ
- 牧原泰治：菅原淳一
- 増岡十蔵：河合義雄
- 広中：辻親八
- 広中の妻：村上はるみ
- 工藤卓也：中田和宏
- 西脇：長嶝高士
- 太川たかし：藤原啓治
- 久須本修次(少年)：武政弘子
- 組員：高木渉
- 組員：柳沢栄治

### スタッフ
- 監督 - 落合正宗
- キャラクターデザイン・作画監督 - 天川童二
- 絵コンテ - ごとうみねお(OVA-1)、木暮輝夫(OVA-2)
- 美術監督 - 長尾仁(OVA-1)、勝又愛子(OVA-2)
- 美術設定 - 杉浦正一郎(OVA-2)
- 編集 - 神谷信武
- プロデューサー - 西野範子、瀬戸恒雄
- 企画 - 西野聖市、伊藤源郎
- 製作 - ナック映画